# Кретац (Долина Аосте)
Кретац је насеље у Италији у округу Долина Аосте, региону Долина Аосте.
Према процени из 2011. у насељу је живело 87 становника. Насеље се налази на надморској висини од 1495 м.